# Saleisha Stowers
Saleisha Stowers, née le 20 janvier 1986, est une actrice et mannequin américaine. Elle est connue pour avoir remporté la saison 9 de Top Model USA. 

## Biographie
Saleisha Stowers a également participé à un vidéoclip d'Enrique Iglesias ainsi que de Robin Thicke.

## Cinéma et télévision
| Titre                                | Personnage |
| Talking with the Taxman about Poetry |            |
| Ugly Betty                           |            |
| Mon amour, ma victoire               | Krista     |
| The Tyra Banks Show (émission télé)  | Elle-même  |
| Top Model USA                        | Elle-même  |